# شيشا
شيشا (بالسنسكريتية: शेष)‏، المعروف أيضًا بألقابه شيشاناجا (بالسنسكريتية: शेषनाग)‏، وأديشيشا (بالسنسكريتية: आदिशेष)‏، هو نصف إله أفعواني (ناغا) وناغاراجا (ملك كل الثعابين)، بالإضافة إلى كونه كائنًا بدئيًا للخلق في الهندوسية.
في البورانات، يُقال إن شيشا يحمل جميع كواكب الكون على أغطية رأسه ويغني باستمرار أمجاد فيشنو من كل أفواهه. يشار إليه أحيانًا باسم أنانتا شيشا، "شيشا اللا مُتناهي"، أو أديششا، "الشيشا الأول". يقال أنه عندما ينحل شيشا، يتحرك الزمن للأمام ويحدث الخلق؛ عندما يلتف مرة أخرى، يتوقف الكون عن الوجود.
ويصورنه على شكل أفعوان بعدة رؤوس. خرج من فم بالاراما وهو يحتضر. كان ملكاً على الناغا. أثناء فترات تجلي فنشو كان جسد شيشا سريره، ورؤوسه ترف فوق الرب تحميه. يسمى أيضاً أنانتا، ويوحدونه أحياناً بفريتزا.